# 宮書體

宮書體

宮書體（朝鮮語：궁서체；英語：Gungsuh）是韓文中常用的手寫體，其筆畫具有毛筆的柔和特徵，起筆往往有頓筆，屬於襯線體。相當於中文字體中的楷體或行楷體。

## 版本
宮書體在不同操作系統中有不同的版本，其字體名也略有差異。通常在Windows中為Gungsuh或GungsuhChe，在Linux中為UnGungsuh，在Mac OS中為GungSeo。